# Třída Brin
Třída Brin byla třída oceánských ponorek italského královského námořnictva. Celkem bylo postaveno 5 jednotek této třídy. Ve službě v italském námořnictvu byly v letech 1938–1948. Účastnily se bojů druhé světové války. Čtyři byly ve válce ztraceny.

## Stavba
Ponorky konstrukčně úzce vycházely z třídy Archimede. Celkem bylo postaveno pět ponorek této třídy. Jejich stavbu provedla italská loděnice Tosi v Tarentu. Do služby byly přijaty v letech 1938–1939.
Jednotky třídy Brin:
| Jméno        | Založení kýlu | Spuštěna        | Vstup do služby | Poznámky |
| ------------ | ------------- | --------------- | --------------- | --- |
| Archimede    | 1937          | 5. března 1939  | duben 1939      | Dne 15. dubna 1943 u brazilského pobřeží potopena americkým hydroplánem PBY Catalina.                                                                           |
| Brin         | 1936          | 3. dubna 1938   | červen 1938     | Roku 1943 kapitulovala, 1944–1945 využívána k výcviku. Vyřazena 1948.                                                                                           |
| Galvani      | 1936          | 22. května 1938 | červenec 1938   | Dne 24. června 1940 v Perském zálivu potopena britskou šalupou HMS Falmouth.                                                                                    |
| Guglielmotti | 1936          | 11. září 1938   | říjen 1938      | Dne 17. března 1942 poblíž Kalábrie potopena britskou ponorkou HMS Unbeaten.                                                                                    |
| Torricelli   | 1937          | 26. března 1939 | květen 1939     | Dne 23. června 1940 v Rudém moři potopena vlastní posádkou po střetu s britskými torpédoborci HMS Kandahar, HMS Khartoum a HMS Kingston a šalupou HMS Shoreham. |

## Konstrukce
Ponorky měly částečně dvoutrupou koncepci. Nesly čtyři příďové a čtyři záďové 533mm torpédomety se zásobou 14 torpéd. Dále nesly jeden 120mm/43 kanón, který se nacházel v zadní části věže a byl krytý štítem. Doplňovaly jej čtyři 13,2mm kulomety. Pohonný systém tvořily dva diesely Tosi o výkonu 3400 bhp a dva elektromotory Ansaldo o výkonu 1300 bhp, pohánějící dva lodní šrouby. Nejvyšší rychlost dosahovala 17,3 uzlu na hladině a 8 uzlů pod hladinou. Dosah byl 9000 námořních mil při rychlosti 8 uzlů na hladině a 90 námořních mil při rychlosti 4 uzly pod hladinou. Operační hloubka ponoru dosahovala 110 metrů.

### Modifikace
Na počátku války původní kanón nahradil nový 120mm/47, umístěný na palubě.